# Baintner Hugó

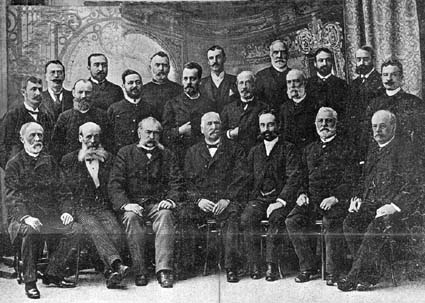
A KAC becsületbírósága 1890-ben, Kolozsvár (balról jobbra, ülnek: Albach Géza, dr. Haller Károly, Girsik János, br. Josika Lajos, br. Josika Gábor, Szigethy Miklós, Haller Rezső; állnak, első sor: gr. Lázár István, dr. Groisz Gusztáv, gr. Béldi Ákos, Concha Győző, Inczédy Sámuel, Gyarmathy Miklós, Deáky Albert; második sor: Kővári Mihály, Matskási Pál, Héczei Lajos, Varró László, gr. Esterházy Kálmán, dr. Baintner Hugó, dr. Felméri Lajos. 1890

Baintner Hugó (Pozsony, 1851. május 16. – Kassa, 1925. december 23.) jogakadémiai tanár, Baintner Géza apja.

## Élete
Római katolikus vallású, apja Baintner János volt. Bécsben és a magyar fővárosban hallgatott jogot. 1878-ban a 68. gyalogezred tartalékos hadnagyaként részt vett Bosznia elfoglalásában, ezután főhadnagyi kinevezést kapott. Két évre rá ügyvédi vizsgát tett, majd Párizsban a Collège de France előadásaira, illetve jogi fakultásra járt. 1882-ben a polgári perjog magántánárává nevezték ki a budapesti egyetemen, majd közel tíz éven át Kolozsvárott volt egyetemi tanácsjegyző, 1891-től albíró. Három év múlva Tordán lett bíró. 1895-ben a kereskedelmi és váltójog, illetve a polgári perjog magántanára lett Kassán, a jogakadémián, emellett 1879-től 30 éven át az akadémiai könyvtárat is irányította. 1913-1914-ben szerkesztette a Kassai Jogakadémia évkönyvét, 1915-ben a Kassai Ujság főszerkesztője. A kassai főiskola utolsó dékánja volt 1921-1922-ben.
A kassai Kazinczy-kör tagja volt.

## Munkái
- Az avatkozás. Tanulmányok a perjog köréből. Kassa, 1896.
- Jogi oktatásunk és főiskolai rendszerünk. uo., 1914 és különnyomatok.